# Eilhardia schulzei
Eilhardia schulzei är en svampdjursart som beskrevs av Poléjaeff 1884. Eilhardia schulzei ingår i släktet Eilhardia och familjen Baeriidae.
Artens utbredningsområde är havet kring Australien. Inga underarter finns listade i Catalogue of Life.